# 오예

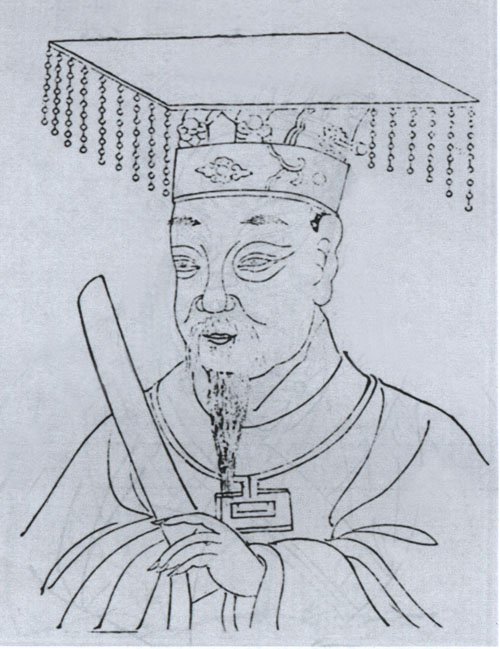

장사문왕 오예(長沙文王 吳芮, ? ~ 기원전 202년)는 중국 진나라 말기, 전한 초의 인물로, 항우의 18제후왕이며 전한의 이성 제후국 장사국의 초대 왕이다.

## 생애
원래는 진나라 파양현의 현령으로, 장강과 포양호 사이의 지역의 민심을 얻어 파군(番君)이라고 불렸다.
진 이세황제 원년(기원전 209년), 진승·오광의 난을 기점으로 진나라에 대항하는 반란이 각지에서 일어나자, 영포의 귀의를 받아 사위로 삼고, 월인들을 지휘하며 거병해 진나라에 대항해 일어선 제후들과 함께했다. 또 자신의 장수 매현(梅鋗)은 남양군을 공격하던 초의 패공 유방과 합류해 함께 남양의 두 속현 석현과 역현을 항복시켰다. 기원전 206년, 항우가 마침내 진나라를 멸망시키고 각지에 제후들을 새로 봉건하면서 백월을 거느리고 진나라와 맞서 싸운 공적을 인정받아 형산왕에 봉해졌다. 서울은 형산군의 치소인 주(邾, 지금의 황강 시)에 그대로 두었다. 그리고 항우의 명령을 받아 임강왕 공오, 구강왕 영포와 함께 초 의제를 공격해 침현에서 죽였다.
이후 전한 고제가 황제가 되기 전까지의 행적은 불명확하나, 한왕 5년(기원전 202년) 다른 제후왕(초왕 한신, 한왕 신, 회남왕 영포, 조왕 장오, 연왕 장도)과 함께 고제를 황제로 추대했고, 고제는 오예가 진나라를 멸할 때 공이 있다고 인정해 장사군, 예장군·상군·계림군·남해군을 주고 장사왕에 봉했다. 당시 상군과 계림군과 남해군에는 남월왕 조타가 군림하고 있었기 때문에 명목상의 봉지였다. 장사국의 서울은 임상(지금의 창사 시)에 두었다. 이때 올린 표문과 내린 조서에 따르면, 항우가 망했을 무렵 이미 왕국을 잃어 옛 형산왕[故衡山王]이라 불렸다. 조서에서는 항우에게 봉국을 침탈당하고 파군으로 낮춰졌다고 지적했다.
1년 만에 죽어, 아들 오신이 뒤를 이었다.

## 가계

### 관련 인물
- 오신